# 대한민국의 승강장 구조별 역사 목록
대한민국의 모든 전철역을 승강장 구조별로 나눈 문서이다. 기존 승강장 문서에서 승강장 목록이 과도하게 길어짐에 따라 분리되었다.

## 상대식 승강장
가장 기본적이고 보편적인 승강장 구조이기에 모든노선마다 무조건 한 역 이상 있고 대한민국 전체에서 가장 많은 역이 보유한 승강장 구조이다.

### 수도권 전철
● 수도권 전철 1호선: 보산(102), 덕계(106), 녹양(108), 회룡(111), 망월사(112), 도봉(114), 방학(115), 녹천(117), 월계(118), 신이문(121), 제기동(125), 신설동(126), 동묘앞(127), 동대문(128), 종로5가(129), 종로3가(130), 종각(131), 시청(132), 가산디지털단지(P142), 독산(P143), 금정(P149), 당정(P151), 세마(P158), 오산대(P159), 진위(P161), 평택지제(P164), 봉명(P170), 쌍용(P171), 탕정(P173)
● 서울 지하철 2호선: 을지로입구(202), 을지로3가(203), 을지로4가(204), 동대문역사문화공원(205), 신당(206), 상왕십리(207), 왕십리(208), 한양대(209), 뚝섬(210), 용답(211-1), 신답(211-2), 용두(211-3), 신설동(211-4), 건대입구(212), 구의(213), 강변(214), 잠실나루(215), 잠실(216), 잠실새내(217), 종합운동장(218), 선릉(220), 역삼(221), 강남(222), 교대(223), 서초(224), 방배(225), 사당(226), 낙성대(227), 신대방(231), 구로디지털단지(232), 대림(233), 도림천(234-1), 양천구청(234-2), 신정네거리(234-3), 문래(235), 영등포구청(236), 당산(237), 합정(238), 신촌(240)
● 수도권 전철 3호선: 주엽(310), 정발산(311), 마두(312), 대곡(314), 화정(315), 원당(316), 원흥(317), 삼송(318), 불광(322), 무악재(325), 옥수(335), 압구정(336), 신사(337), 잠원(338), 고속터미널(339), 남부터미널(341), 양재(342), 매봉(343), 도곡(344), 학여울(346), 대청(347), 일원(348), 가락시장(350), 경찰병원(351), 오금(352)
● 수도권 전철 4호선: 진접(405), 오남(406), 풍양(407), 별내별가람(408), 당고개(409), 상계(410), 노원(411), 창동(412), 쌍문(413), 수유(414), 미아(415), 미아사거리(416), 성신여대입구(418), 혜화(420), 충무로(423), 숙대입구(427), 삼각지(428), 신용산(429), 이촌(430), 동작(431), 이수(432), 선바위(435), 경마공원(436), 대공원(437), 과천(438), 정부과천청사(439), 인덕원(440), 평촌(441), 범계(442), 수리산(445), 대야미(446), 반월(447), 한대앞(449), 중앙(450), 고잔(451), 초지(452), 정왕(455)
● 수도권 전철 5호선: 개화산(511), 김포공항(512), 송정(513), 마곡(514), 발산(515), 우장산(516), 까치산(518), 신정(519), 목동(520), 오목교(521), 양평(522), 영등포구청(523), 영등포시장(524), 신길(525), 여의도(526), 애오개(530), 행당(539), 왕십리(540), 마장(541), 답십리(542), 아차산(545), 광나루(546), 천호(547), 길동(549), 굽은다리(550), 명일(551), 고덕(552), 강일(554), 미사(555), 하남풍산(556), 하남시청(557), 하남검단산(558), 둔촌동(P549), 올림픽공원(P550), 방이(P551), 오금(P552), 개롱(P553), 거여(P554), 마천(P555)
● 서울 지하철 6호선: 증산(617), 디지털미디어시티(618), 월드컵경기장(619), 마포구청(620), 망원(621), 합정(622), 공덕(626), 한강진(631), 버티고개(632), 약수(633), 청구(634), 안암(639), 고려대(640), 월곡(641), 돌곶이(643), 석계(644), 태릉입구(645), 화랑대(646)
● 서울 지하철 7호선: 도봉산(710), 공릉(716), 태릉입구(717), 먹골(718), 중화(719), 상봉(720), 면목(721), 사가정(722), 용마산(723), 중곡(724), 군자(725), 어린이대공원(726), 건대입구(727), 자양(728), 강남구청(730), 학동(731), 논현(732), 반포(733), 고속터미널(734), 내방(735), 이수(736), 남성(737), 숭실대입구(738), 상도(739), 장승배기(740), 신대방삼거리(741), 신풍(743), 대림(744), 남구로(745), 가산디지털단지(746), 철산(747), 광명사거리(748), 천왕(749), 상동(756), 삼산체육관(757), 굴포천(758), 부평구청(759), 산곡(760), 석남(761)
● 수도권 전철 8호선: 별내별가람(801), 별내(803), 다산(805), 동구릉(806), 구리(807), 장자호수공원(808), 암사역사공원(809), 암사(810), 천호(811), 강동구청(812), 몽촌토성(813), 잠실(814), 석촌(815), 송파(816), 가락시장(817), 문정(818), 장지(819), 남위례(821), 남한산성입구(823), 단대오거리(824), 신흥(825), 수진(826), 모란(827)
● 서울 지하철 9호선: 공항시장(903), 신방화(904), 양천향교(906), 증미(908), 등촌(909), 염창(910), 신목동(911), 선유도(912), 여의도(915), 샛강(916), 노량진(917), 노들(918), 흑석(919), 구반포(921), 신반포(922), 고속터미널(923), 사평(924), 언주(926), 선정릉(927), 삼성중앙(928), 봉은사(929), 종합운동장(930), 삼전(931)
● 수도권 전철 경의·중앙선: 금릉(K330), 야당(K328), 탄현(K327), 풍산(K325), 곡산(K323), 가좌(K315), 홍대입구(K314), 서강대(K313), 공덕(K312), 효창공원앞(K311), 용산(K110), 이촌(K111), 한남(K113), 옥수(K114), 응봉(K115), 청량리(K117), 중랑(K119), 양원(K122), 구리(K123), 양정(K125), 도심(K127), 오빈(K134)
● 수도권 전철 수인·분당선: 서울숲(K211), 압구정로데오(K212), 강남구청(K213), 선정릉(K214), 선릉(K215), 한티(K216), 구룡(K218), 개포동(K219), 대모산입구(K220), 수서(K221), 가천대(K223), 태평(K224), 모란(K225), 야탑(K226), 이매(K227), 서현(K228), 수내(K229), 정자(K230), 미금(K231), 보정(K234), 구성(K235), 신갈(K236), 상갈(K238), 청명(K239), 영통(K240), 매탄권선(K242), 수원시청(K243), 매교(K244), 수원(K245), 오목천(K247), 어천(K248), 사리(K250), 중앙(K252), 고잔(K253), 초지(K254), 정왕(K257), 달월(K259), 소래포구(K261), 호구포(K263), 원인재(K265), 연수(K266), 학익(K268), 인하대(K269), 숭의(K270), 신포(K271)
● 인천 도시철도 1호선: 계양(I110), 귤현(I111), 임학(I113), 계산(I114), 경인교대입구(I115), 갈산(I117), 부평구청(I118), 부평시장(I119), 부평(I120), 동수(I121), 부평삼거리(I122), 간석오거리(I123), 인천시청(I124), 예술회관(I125), 인천터미널(I126), 문학경기장(I127), 선학(I128), 원인재(I130), 동춘(I131), 캠퍼스타운(I133), 테크노파크(I134), 지식정보단지(I135), 인천대입구(I136), 센트럴파크(I137), 송도달빛축제공원(I139)
● 인천 도시철도 2호선: 전체 역사 모두 상대식 승강장
● 인천국제공항철도: 공덕(A02), 홍대입구(A03), 마곡나루(A05), 계양(A07), 운서(A11), 공항화물청사(A12)
● 신분당선: 신사(D04), 신논현(D06), 강남(D07), 양재(D08), 매헌(D09), 청계산입구(D10), 판교(D11), 정자(D12), 미금(D13), 동천(D14), 수지구청(D15), 성복(D16), 상현(D17), 경기대(D19)
● 수도권 전철 경춘선: 중랑(K119), 신내(P122), 갈매(P123), 별내(P124), 금곡(P127), 천마산(P129), 대성리(P131), 상천(P133), 굴봉산(P135), 백양리(P136)
● 수도권 전철 경강선: 판교(K410), 성남(K411), 이매(K412), 삼동(K413), 경기광주(K414), 초월(K415), 신둔도예촌(K417), 이천(K418), 세종대왕릉(K420)
● 수도권 전철 서해선: 전체 역사 모두 상대식 승강장
● 의정부 경전철: 발곡(U110), 회룡(U111), 범골(U112), 경전철의정부(U113), 의정부시청(U114), 흥선(U115), 의정부중앙(U117), 동오(U118), 새말(U119), 경기도청북부청사(U120), 효자(U121), 곤제(U122), 어룡(U123), 송산(U124), 탑석(U125)
● 용인 경전철: 강남대(Y111), 지석(Y112), 어정(Y113), 동백(Y114), 초당(Y115), 삼가(Y116), 시청·용인대(Y117), 명지대(Y118), 김량장(Y119), 운동장·송담대(Y120), 고진(Y121), 보평(Y122), 둔전(Y123), 전대·에버랜드(Y124)
● 서울 경전철 우이신설선: 전체 역사 모두 상대식 승강장
● 서울 경전철 신림선: 샛강(S401), 대방(S402), 서울지방병무청(S403), 보라매(S404), 보라매병원(S406), 당곡(S407), 서원(S409), 서울대벤처타운(S410), 관악산(S411)
● 김포 도시철도: 양촌(G100), 마산(G102), 장기(G103), 운양(G104), 걸포북변(G105), 사우(G106), 풍무(G107), 고촌(G108), 김포공항(G109)
● 인천공항 자기부상철도: 장기주차장(M02), 합동청사(M03), 파라다이스시티(M04), 워터파크(M05), 용유(M06)

### 부산 도시철도
● 부산 도시철도 1호선: 다대포해수욕장(101), 다대포항(102), 낫개(103), 신장림(104), 장림(105), 동매(106), 신평(107), 하단(108), 당리(109), 사하(110), 괴정(111), 동대신(114), 토성(115), 자갈치(116), 남포(117), 중앙(118), 부산역(119), 초량(120), 부산진(121), 좌천(122), 범일(123), 서면(125), 부전(126), 양정(127), 시청(128), 연산(129), 교대(130), 동래(131), 명륜(132), 온천장(133), 부산대(134), 장전(135), 구서(136), 두실(137), 남산(138), 범어사(139), 노포(140)
● 부산 도시철도 2호선: 중동(202), 해운대(203), 동백(204), 벡스코(205), 센텀시티(206), 민락(207), 광안(209), 금련산(210), 남천(211), 경성대·부경대(212), 대연(213), 못골(214), 지게골(215), 문현(216), 부암(220), 가야(221), 동의대(222), 개금(223), 냉정(224), 주례(225), 감전(226), 사상(227), 덕포(228), 모덕(229), 모라(230), 구남(231), 구명(232), 덕천(233), 수정(234), 화명(235), 율리(236), 동원(237), 금곡(238), 증산(240), 부산대양산캠퍼스(241), 남양산(242), 양산(243)
● 부산 도시철도 3호선: 망미(302), 배산(303), 물만골(304), 연산(305), 거제(306), 종합운동장(307), 사직(308), 남산정(311), 숙등(312), 구포(314), 강서구청(315), 체육공원(316)
● 부산 도시철도 4호선: 동래(402), 수안(403), 충렬사(405), 명장(406), 서동(407), 반여농산물시장(409)
● 부산-김해 경전철: 전체 역사 모두 상대식 승강장
● 동해선 광역전철: 거제(K112), 교대(K113), 안락(K115), 부산원동(K116), 재송(K117), 센텀(K118), 벡스코(K119), 신해운대(K120), 오시리아(K122), 기장(K123), 좌천(K125), 서생(K127), 남창(K128), 개운포(K131)

### 대구 도시철도
● 대구 도시철도 1호선: 설화명곡(115), 화원(116), 대곡(117), 진천(118), 월배(119), 상인(120), 월촌(121), 송현(122), 서부정류장(123), 대명(124), 안지랑(125), 현충로(126), 영대병원(127), 교대(128), 명덕(129), 반월당(130), 중앙로(131), 대구역(132), 칠성시장(133), 신천(134), 동대구역(135), 동구청(136), 아양교(137), 동촌(138), 해안(139), 방촌(140), 용계(141), 율하(142), 신기(143), 반야월(144), 각산(145)
● 대구 도시철도 2호선: 다사(217), 대실(218), 강창(219), 계명대(220), 대공원(238), 고산(239), 신매(240), 정평(242), 임당(243), 영남대(244)
● 대구 도시철도 3호선: 전체 역사 모두 상대식 승강장

### 대전 도시철도
● 대전 도시철도 1호선: 신흥(102), 오룡(108), 용문(109), 탄방(110), 시청(111), 정부청사(112), 갈마(113), 월평(114), 갑천(115), 유성온천(116), 구암(117), 현충원(118), 월드컵경기장(119), 노은(120), 지족(121)

### 광주 도시철도
● 광주 도시철도 1호선: 소태(101), 학동·증심사입구(102), 남광주(103), 금남로5가(106), 양동시장(107), 돌고개(108), 농성(109), 화정(110), 쌍촌(111), 운천(112), 상무(113), 김대중컨벤션센터(114), 공항(115), 송정공원(116) 광주송정역(117), 도산(118), 평동(119)

## 섬식 승강장
상대식 승강장 다음으로 보편적이고 간단한 구조이기에 역 개수도 상대식 승강장 다음으로 많다.

### 수도권 전철
● 수도권 전철 1호선: 석계(120), 회기(123), 청량리(124), 서울역(133), 남영(134), 서동탄(P157-1), 천안(P169), 아산(P172)
● 서울 지하철 2호선: 시청(201), 삼성(219), 서울대입구(228), 봉천(229), 신림(230), 홍대입구(239), 이대(241), 충정로(243)
● 수도권 전철 3호선: 대화(309), 백석(313), 지축(319), 구파발(320), 연신내(321), 녹번(323), 홍제(324), 독립문(326), 경복궁(327), 안국(328), 종로3가(329), 을지로3가(330), 충무로(331), 동대입구(332), 약수(333), 금호(334), 교대(340), 대치(345)
● 수도권 전철 4호선: 길음(417), 한성대입구(419), 동대문(421), 동대문역사문화공원(422), 명동(424), 회현(425), 서울역(426), 사당(433), 남태령(434)
● 수도권 전철 5호선: 화곡(517), 여의나루(527), 마포(528), 공덕(529), 충정로(531), 서대문(532), 광화문(533), 종로3가(534), 을지로4가(535), 동대문역사문화공원(536), 청구(537), 신금호(538), 장한평(543), 군자(544)
● 서울 지하철 6호선: 응암(610), 상수(623), 광흥창(624), 대흥(625), 효창공원앞(627), 삼각지(628), 녹사평(629), 이태원(630), 신당(635), 동묘앞(636), 창신(637), 보문(638)
● 서울 지하철 7호선: 마들(712), 노원(713), 중계(714), 하계(715), 보라매(742), 까치울(751), 부천종합운동장(752), 춘의(753), 신중동(754), 부천시청(755)
● 수도권 전철 8호선: 복정(820)
● 서울 지하철 9호선: 개화(901), 당산(913), 국회의사당(914), 석촌고분(932), 석촌(933), 송파나루(934), 한성백제(935), 올림픽공원(936), 둔촌오륜(937)
● 수도권 전철 경의·중앙선: 대곡(K322), 가좌(K315), 신촌(P314), 왕십리(K116), 회기(K118)
● 수도권 전철 수인·분당선: 왕십리(K210), 도곡(K217), 복정(K222), 한대앞(K251), 인천(K272)
● 인천 도시철도 1호선: 작전(I116), 신연수(I129)
● 인천국제공항철도: 청라국제도시(A09)
● 신분당선: 논현(D05)
● 수도권 전철 경춘선: 회기(K118), 상봉(K120)
● 수도권 전철 경강선: 여주(K421)
● 서울 경전철 신림선: 신림(S408)
● 김포 도시철도: 구래(G101)
● 인천공항 자기부상철도: 인천공항1터미널(M01)

### 부산 도시철도
● 부산 도시철도 1호선: 대티(112), 서대신(113), 중앙(118), 범내골(124)
● 부산 도시철도 2호선: 장산(201), 수영(208), 국제금융센터·부산은행(217), 서면(219), 양산중앙(244)
● 부산 도시철도 3호선: 수영(301), 미남(309), 만덕(310), 덕천(313), 대저(317)
● 부산 도시철도 4호선: 미남(401), 낙민(404), 금사(408), 석대(410), 영산대(411), 윗반송(412), 고촌(413), 안평(414)

### 대구 도시철도
● 대구 도시철도 1호선: 안심(146)
● 대구 도시철도 2호선: 성서산업단지(221), 이곡(222), 용산(223), 죽전(224), 감삼(225), 두류(226), 내당(227), 반고개(228), 청라언덕(229), 반월당(230), 경대병원(231), 대구은행(232), 범어(233), 수성구청(234), 만촌(235), 담티(236), 연호(237), 사월(241)

### 대전 도시철도
● 대전 도시철도 1호선: 대동(103), 대전역(104), 중구청(106), 서대전네거리(107)

### 광주 도시철도
● 광주 도시철도 1호선: 문화전당(104), 금남로4가(105)

## 쌍섬식 승강장
● 수도권 전철 1호선: 동두천(101), 동두천중앙(103), 지행(104), 덕정(105), 양주(107), 의정부(110), 도봉산(113), 창동(116), 회기(123), 개봉(143), 오류동(144), 온수(145), 역곡(146), 소사(147), 부천(148), 중동(149), 송내(150), 부개(151), 부평(152), 백운(153), 동암(154), 간석(155), 주안(156), 도화(157), 제물포(158), 도원(159), 동인천(160), 금천구청(P144), 석수(P145), 관악(P146), 안양(P147), 명학(P148), 군포(P150), 의왕(P152), 성균관대(P153), 수원(P155), 병점(P157), 오산(P160), 서정리(P163), 평택(P165), 성환(P166), 직산(P167), 두정(P168), 배방(P174), 신창(P177)
● 수도권 전철 4호선: 산본(444), 상록수(448), 안산(453), 신길온천(454), 오이도(456)
● 수도권 전철 경의·중앙선: 문산(K335), 파주(K334), 월롱(K333), 금촌(K331), 운정(K329), 백마(K324), 능곡(K321), 행신(K320), 강매(K319), 서빙고(K112), 청량리(K117)도농(K124), 덕소(K126), 팔당(K128), 운길산(K129), 양수(K130), 신원(K131), 국수(K132), 아신(K133), 양평(K135), 원덕(K136), 용문(K137)
● 수도권 전철 수인·분당선: 오리(K232), 죽전(K233), 기흥(K237), 망포(K241), 고색(K246), 야목(K249), 한대앞(K251), 안산(K255), 신길온천(K254), 오이도(K258), 월곶(K260), 인천논현(K262), 남동인더스파크(K264), 송도(K267)
● 인천국제공항철도: 디지털미디어시티(A04), 검암(A08), 영종(A10)
● 신분당선: 광교중앙(D18)
● 수도권 전철 경춘선: 망우(K121), 퇴계원(P125), 사릉(P126), 평내호평(P128), 마석(P130), 청평(P132), 가평(P134), 강촌(P137), 김유정(P138), 남춘천(P139), 춘천(P140)
● 수도권 전철 경강선: 곤지암(K416), 부발(K419)
● 부산 도시철도 2호선: 전포(218)
● 동해선 광역전철: 부전(K110), 거제해맞이(K111), 동래(K114), 센텀(K118), 신해운대(K120), 송정(K121), 기장(K123), 일광(K124), 월내(K126), 남창(K128), 덕하(K130), 태화강(K132)

## 쌍상대식 승강장
대한민국에서 매우 드문 형태의 승강장 구조이다.
● 수도권 전철 1호선: 광운대(119), 용산(135), 대방(137), 신길(138), 화서(P154)
● 서울 지하철 2호선: 신도림(234)
● 수도권 전철 경의·중앙선: 디지털미디어시티(K316)

## 단선식 승강장
선로가 하나뿐이라 열차운행에 있어서 매우 제약이 큰지라 대한민국 내에서도 굉장히 드문 형태의 승강장 구조이다.
● 수도권 전철 1호선: 소요산(100)
● 서울 지하철 2호선: 까치산(234-4)
● 서울 지하철 6호선: 역촌(611), 불광(612), 독바위(613), 연신내(614), 구산(615), 신내(648)
● 서울 지하철 7호선: 장암(709)
● 수도권 전철 경의·중앙선: 임진강(K337), 운천(K336), 서울(P313), 지평(K138)
● 수도권 전철 수인·분당선: 청량리(K209)
● 수도권 전철 경춘선: 청량리(K117)
● 의정부 경전철: 차량기지임시역(U126)
● 양산 도시철도: 노포(Y01)
● 광주 도시철도 1호선: 녹동(100)

## 2폼 3선식 승강장
● 수도권 전철 4호선: 금정(443)
● 수도권 전철 5호선: 방화(510), 상일동(553)
● 서울 지하철 6호선: 상월곡(642), 봉화산(647)
● 서울 지하철 7호선: 수락산(711), 청담(729), 온수(750)
● 인천 도시철도 1호선: 박촌(I112), 동막(I132)
● 대전 도시철도 1호선: 판암(101), 반석(122)

## 1섬 1상대식 승강장
혼합식 승강장 치고는 대한민국에서 보편적인 편이다.
● 수도권 전철 1호선: 가능(109), 인천(161), 세류(P156), 송탄(P162)
● 수도권 전철 3호선: 수서(349)
● 수도권 전철 5호선: 강동(548)
● 서울 지하철 6호선: 새절(616)
● 서울 지하철 7호선: 광명사거리(748)
● 서울 지하철 9호선: 신논현(925), 중앙보훈병원(938)
● 수도권 전철 경의·중앙선: 상봉(K120), 망우(K121)
● 인천국제공항철도: 서울역(A01), 인천공항2터미널(A14)
● 서울 경전철 신림선: 보라매공원(S405)
● 부산 도시철도 1호선: 부산진(121)